# دولت سوم آنگلا مرکل
دولت سوم آنگلا مرکل (به آلمانی: Kabinett Merkel III) دولت جمهوری فدرال آلمان در هجدهمین دوره قانونگذاری بوندستاگ بود که پس از انتخابات فدرال ۲۰۱۳ بر سرکار آمد و در ۱۴ مارس ۲۰۱۸ کار خود را به پایان رساند و دولت چهارم مرکل جایگزین آن شد. این دولت به رهبری صدراعظم آنگلا مرکل، با ائتلافی از اتحادیه دموکرات مسیحی، اتحادیه سوسیال مسیحی بایرن و سوسیال دموکراتها تشکیل شد
اتحادیه دموکرات مسیحی در این ائتلاف علاوه بر مقام صدراعظم، پنج وزارتخانه و همچنین رئیس دفتر صدراعظم و وزیر امور خاص را بدست آورد. حزب سوسیال دموکرات شش وزارتخانه و اتحادیه سوسیال مسیحی بایرن سه وزارتخانه را به دست آوردند. شش وزارتخانه پرنفوذ به‌طور مساوی بین اتحادیه دموکرات مسیحی و اتحادیه سوسیال مسیحی تقسیم شدند: اتحادیه دموکرات مسیحی وزارتخانه‌های دارایی، امور داخلی و دفاع را تصاحب کرد، در حالی که سوسیال مسیحی‌ها کنترل وزارتخانه‌های امور خارجه، اقتصاد و انرژی و همچنین دادگستری و حمایت از مصرف‌کننده را بدست آوردند.
دوره مسئولیت کابینه سوم مرکل با شروع نوزدهمین دوره قانون‌گذاری بوندستاگ در روز سه شنبه ۲۴ اکتبر ۲۰۱۷ رسماً پایان یافت. مرکل و وزرای کابینه اش در همان روز مدارک انفصال از خدمت خود را از رئیس‌جمهور فدرال، فرانک والتر اشتاین مایر دریافت کردند. مطابق اصل ۶۹ قانون اساسی آلمان و بنا به درخواست رئیس‌جمهور آلمان، کابینه تا زمان تشکیل دولت جدید همچنان به عنوان دولت موقت در مقام خود باقی ماند.

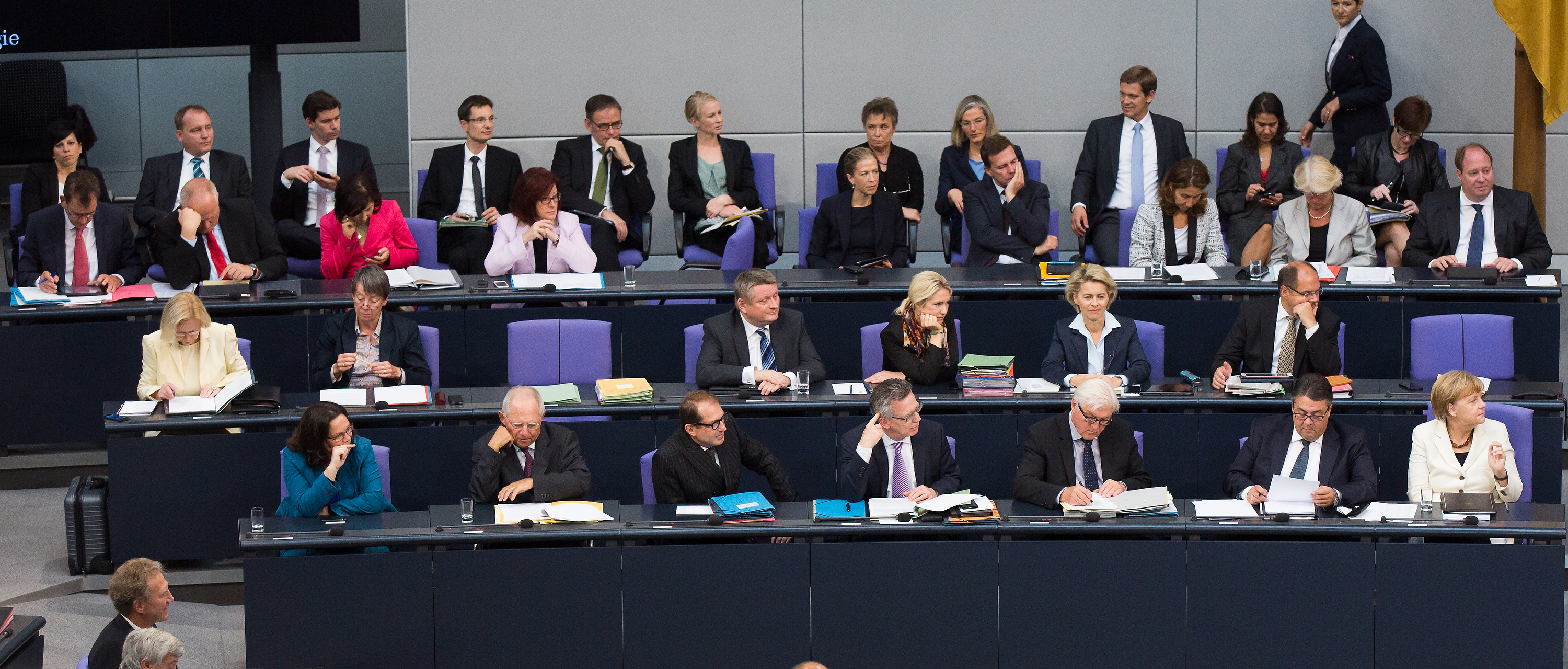
سومین کابینه مرکل در بوندستاگ، ۲۰۱۴

## ترکیب دولت
کابینه فعلی فدرال متشکل از وزرای زیر و معاونان آنها بود:
| لیست | مقام                                               | تصویر | نام                    | حزب                        | زمان حضور | مشاوران و معاونان |
| ---- | -------------------------------------------------- | ----- | ---------------------- | -------------------------- | --- | --- |
|      | صدراعظم                                            |       | آنگلا مرکل             | اتحادیه دموکرات مسیحی      | ۲۲ نوامبر ۲۰۰۵ تاکنون | وزرای مشاور: هلگه براون (وزیر مشاور کشور) مونیکا گروترس (کمیسیونر فرهنگ و سرانه) آیدان ازوگوز (مشاور برای مهاجرت، پناهندگی و همگرایی) دستیار دولتی: کلاوس دیتر فریچه (مشاور برای سرویس اطلاعات فدرال) |
| ۱    | معاون صدراعظم وزیر خارجه                           |       | زیگمار گابریل          | حزب سوسیال دموکرات         | ۱۷ دسامبر ۲۰۱۳ تا ۱۴ مارس ۲۰۱۸ (بعنوان معاون صدراعظم) ۲۷ ژانویه ۲۰۱۷ – ۱۴ مارس ۲۰۱۸ (بعنوان وزیر امور خارجه) ۱۷ دسامبر ۲۰۱۳ – ۲۷ ژانویه ۲۰۱۷ بعنوان وزیر فدرال برای اقتصاد و انرژی | وزرای مشاور: ماریا بوهمر میشائیل روث |
|      | وزارت امور خارجه (سابق)                            |       | فرانک والتر اشتاین‌مایر | حزب سوسیال دموکرات         | ۱۷ دسامبر ۲۰۱۳ – ۲۷ ژانویه ۲۰۱۷ | وزرای مشاور: ماریا بوهمر میشائیل روث |
| ۲    | وزارت داخله                                        |       | توما دو مزیر           | اتحادیه دموکرات مسیحی      | ۱۷ دسامبر ۲۰۱۳ – ۱۴ مارس ۲۰۱۸ | |
| ۳    | وزارت دادگستری                                     |       | هایکو ماس              | حزب سوسیال دموکرات         | ۱۷ دسامبر ۲۰۱۳ – ۱۴ مارس ۲۰۱۸ | |
| ۴    | وزارت امور مالی                                    |       | پتر آلتمایر            | اتحادیه دموکرات مسیحی      | ۲۴ اکتبر ۲۰۱۷ – ۱۴ مارس ۲۰۱۸ | |
|      | وزارت امور مالی (سابق)                             |       | ولفگانگ شویبله         | اتحادیه دموکرات مسیحی      | ۲۸ اکتبر ۲۰۰۹–۲۴ اکتبر ۲۰۱۷ | |
| ۵    | وزارت اقتصاد و فناوری                              |       | بریگیته تسیپریس        | حزب سوسیال دموکرات         | ۲۷ ژانویه ۲۰۱۷–۱۴ مارس ۲۰۱۸ | |
| ۶    | وزارت کار و امور اجتماعی                           |       | کاتارینا بارلی         | حزب سوسیال دموکرات         | ۲۷ سپتامبر ۲۰۱۷–۱۴ مارس ۲۰۱۸ | |
|      | وزارت کار و امور اجتماعی (سابق)                    |       | آندریا نالس            | حزب سوسیال دموکرات         | ۱۷ دسامبر ۲۰۱۳–۲۸ سپتامبر ۲۰۱۷ | |
| ۷    | وزارت غذا، کشاورزی و حقوق مصرف‌کننده                |       | کریستیان اشمیت         | اتحادیه سوسیال-مسیحی بایرن | ۱۷ فوریه ۲۰۱۴–۱۴ مارس ۲۰۱۸ | |
|      | وزارت غذا، کشاورزی و حقوق مصرف‌کننده (سابق)         |       | هانس-پتر فریدریش       | اتحادیه سوسیال-مسیحی بایرن | ۱۷ دسامبر ۲۰۱۳–۱۷ فوریه ۲۰۱۴ | |
| ۸    | وزارت دفاع                                         |       | اورزولا فن در لاین     | اتحادیه دموکرات مسیحی      | ۱۷ دسامبر ۲۰۱۳–۱۷ ژوئیه ۲۰۱۹ | |
| ۹    | وزارت امور خانواده، سالمندان، زنان و جوانان        |       | کاتارینا بارلی         | حزب سوسیال دموکرات         | ۲ ژوئن ۲۰۱۷–۱۴ مارس ۲۰۱۸ | |
|      | وزارت امور خانواده، سالمندان، زنان و جوانان (سابق) |       | مانوئلا شوازیگ         | حزب سوسیال دموکرات         | ۱۷ دسامبر ۲۰۱۳ تا ۲ ژوئن ۲۰۱۷ | |
| ۱۰   | وزارت سلامت                                        |       | هرمان گروهه            | اتحادیه دموکرات مسیحی      | ۱۷ دسامبر ۲۰۱۳–۱۴ مارس ۲۰۱۸ | اینگرید فیشباخ آنته ویدمان ماوتس |
| ۱۱   | وزارت حمل و نقل، ساختمان و امور شهری               |       | کریستیان اشمیت         | اتحادیه دموکرات مسیحی      | ۲۴ اکتبر ۲۰۱۷–۱۴ مارس ۲۰۱۸ | ایناک فرلمان |
|      | وزارت حمل و نقل، ساختمان و امور شهری (سابق)        |       | آلکساندر دوبرینت       | اتحادیه سوسیال-مسیحی بایرن | ۱۷ دسامبر ۲۰۱۳–۲۴ اکتبر ۲۰۱۷ | ایناک فرلمان |
| ۱۲   | وزارت محیط زیست، ساختمان و ایمنی هسته‌ای            |       | باربارا هندریکس        | حزب سوسیال دموکرات         | ۱۷ دسامبر ۲۰۱۳–۱۴ مارس ۲۰۱۸ | فلوریان پرونولد ریتا شوارتزه‌لور-زوتر |
| ۱۳   | وزارت آموزش و تحقیقات                              |       | یوهانا وانکا           | اتحادیه دموکرات مسیحی      | ۱۴ فوریه ۲۰۱۳–۱۴ مارس ۲۰۱۸ | |
| ۱۴   | وزارت همکاری‌های اقتصادی و توسعه                    |       | گرد مولر               | اتحادیه سوسیال-مسیحی بایرن | ۱۷ دسامبر ۲۰۱۳ تاکنون | توماس زیلبرهورن |
| ۱۵   | وزارت امور خاص رئیس‌دفتر صدراعظم                    |       | پتر آلتمایر            | اتحادیه دموکرات مسیحی      | ۱۷ دسامبر ۲۰۱۳–۱۴ مارس ۲۰۱۸ | |

## دولت موقت در پی انتخابات سال ۲۰۱۷
پس از انتخابات فدرال آلمان که روز یکشنبه، ۲۴ سپتامبر ۲۰۱۷ برگزار شد، رهبر حزب سوسیال دموکرات مارتین شولتس اعلام کرد که حزبش به دلیل ریزش شدید آرا به این نتیجه رسیده که در دولت بعدی در ائتلاف مشارکت نکند. با این حال، پس از مذاکرات ائتلاف بین حزب اتحادیه، حزب دموکرات آزاد و سبزها به شکست انجامید، سیاستمداران حزب سوسیال دموکرات در تصمیم خود در مورد عدم شرکت در ائتلاف تجدیدنظر کردند. در ۸ فوریه ۲۰۱۸، حزب اتحادیه و حزب سوسیال دموکرات در مورد تشکیل دولت ائتلافی به توافق رسیدند و این توافق نیز به تأیید اعضای حزب سوسیال دموکرات رسید و منجر به تشکیل دولت جدید در ۱۴ مارس ۲۰۱۸ شد.